# 손민우 (축구 선수)
손민우(1997년 4월 25일 ~ )는 대한민국의 축구선수이다. 포지션은 미드필더이다. 현재 K3리그 춘천시민축구단에서 뛰고 있다.